# Culpables
Culpables è una serie televisiva argentina prodotta nel 2001 da Pol-ka Producciones e trasmessa da Canal 13 dal 3 aprile 2001 al 25 dicembre dello stesso anno. La sigla è cantata da Andrés Calamaro.
Racconta la storia di tre coppie di amici, tutti sposati tranne Checu. Tutte le coppie sposate sono alle prese con i problemi quotidiani della vita di coppia, tra cui crisi personali, mancanza di lavoro, divorzio e altro.
La serie e gli attori che la interpretano hanno ricevuto dei premi o delle nomination. La serie ha vinto il Martín Fierro de Oro ed anche un altro premio al Martín Fierro 2001. Anche gli attori Diego Peretti e Gabriela Toscano hanno vinto un premio. Invece Mercedes Morán, Soledad Villamil, Nazareno Casero e Alfredo Casero hanno ricevuto una candidatura. Gli autori della serie hanno vinto un premio e il regista una nomination, sempre al Premio Martín Fierro 2001. La serie ha vinto anche un premio ai Premios Clarín nel 2001.